# Algemene verkiezingen in Tanzania (2015)
De algemene verkiezingen in Tanzania van 2015 vonden op 25 oktober plaats. Zij behelsden de verkiezing van een nieuwe Nationale Vergadering en de verkiezing van een nieuwe president. John Magufuli, kandidaat namens de regerende Chama Cha Mapinduzi (CCM), kreeg 58,46% van de stemmen en versloeg daarmee zijn grootste tegenstrever, Edward Lowassa van CHADEMA. In de Nationale Vergadering bleef de CCM de grootste met 260 zetels (+7). Aanvankelijk werd nog gedacht dat CHADEMA de machtspositie van de CCM in gevaar zou brengen, maar uiteindelijk was er - niettegenstaande het electorale succes van CHADEMA - geen sprake van.

## Presidentsverkiezingen
| Kandidaat                       | Kandidaat                       | Partij                          | Stemmen     | %      |
| ------------------------------- | ------------------------------- | ------------------------------- | ----------- | ------ |
|                                 | John Magufuli                   | Chama Cha Mapinduzi             | 8.882.935   | 58,46  |
|                                 | Edward Lowassa                  | CHADEMA                         | 6.072.848   | 36,97  |
| Overige kandidaten              | Overige kandidaten              | Overige kandidaten              | 238.079     | 1,55   |
| Totaal                          | Totaal                          | Totaal                          | 15.193.862  | 100,00 |
|                                 |                                 |                                 |             |        |
| Totaal geldige stemmen          | Totaal geldige stemmen          | Totaal geldige stemmen          | 15.193.862  | 97,42  |
| Ongeldige stemmen/ blanco       | Ongeldige stemmen/ blanco       | Ongeldige stemmen/ blanco       | 402.248     | 2,58   |
| Totaal aantal stemmen           | Totaal aantal stemmen           | Totaal aantal stemmen           | 15.596,.110 | 100,00 |
| Geregistreerde kiezers/ opkomst | Geregistreerde kiezers/ opkomst | Geregistreerde kiezers/ opkomst | 23.161.440  | 67,34  |
| Bron: NEC                       |                                 |                                 |             |        |

## Parlementsverkiezingen

### Nationale Vergadering
| Partij                                                   | Partij                                                   | %                                                        | zetels |
| -------------------------------------------------------- | -------------------------------------------------------- | -------------------------------------------------------- | ------ |
|                                                          | Chama Cha Mapinduzi                                      | 55,6                                                     | 260    |
|                                                          | CHADEMA                                                  | 31,91                                                    | 73     |
|                                                          | Civic United Front                                       | 8,75                                                     | 42     |
|                                                          | Alliance for Change and Transparency                     | 2,19                                                     | 1      |
|                                                          | NCCR–Mageuzi                                             | 1,24                                                     | 1      |
| Benoemd door de president                                | Benoemd door de president                                | Benoemd door de president                                | 10     |
| Indirect gekozen door Huis van Afgevaardigden (Zanzibar) | Indirect gekozen door Huis van Afgevaardigden (Zanzibar) | Indirect gekozen door Huis van Afgevaardigden (Zanzibar) | 5      |
| Landsadvocaat (Ex officio)                               | Landsadvocaat (Ex officio)                               | Landsadvocaat (Ex officio)                               | 1      |
| Totaal                                                   | Totaal                                                   |                                                          | 366    |
|                                                          |                                                          |                                                          |        |
| Aantal vrouwelijke parlementariërs                       | Aantal vrouwelijke parlementariërs                       | Aantal vrouwelijke parlementariërs                       | 145    |
|                                                          |                                                          |                                                          |        |
| Geregistreerde kiezers/ opkomst                          | Geregistreerde kiezers/ opkomst                          | 23.161.440                                               | 67,34  |
| Bron: IPU , NEC                                          |                                                          |                                                          |        |

## Afbeeldingen

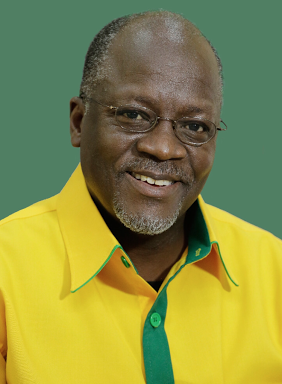
John Magufuli won de presidentsverkiezingen met ruim 58% van de stemmen.
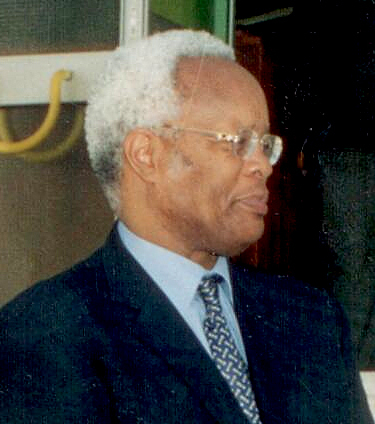
Edward Lowassa verloor de verkiezingen met 37,5% van de stemmen.